# August Eisenlohr
August Adolf Eisenlohr (né le 6 octobre 1832 à Mannheim ; mort le 24 février 1902 à Heidelberg) est un égyptologue allemand.

## Biographie
Eisenlohr étudie la théologie jusqu'en 1853 à Heidelberg et Göttingen, puis les sciences naturelles, et, pendant quelques années fabrique des produits chimiques. Plus tard, il fait de l'égyptologie son domaine de travail. En 1869, il obtient son habilitation en égyptologie à l'université de Heidelberg et devient professeur associé en 1872 et professeur honoraire en 1885. En 1877, il rend de grands services à l'histoire des mathématiques grâce à son travail sur le papyrus Rhind.

### Décès

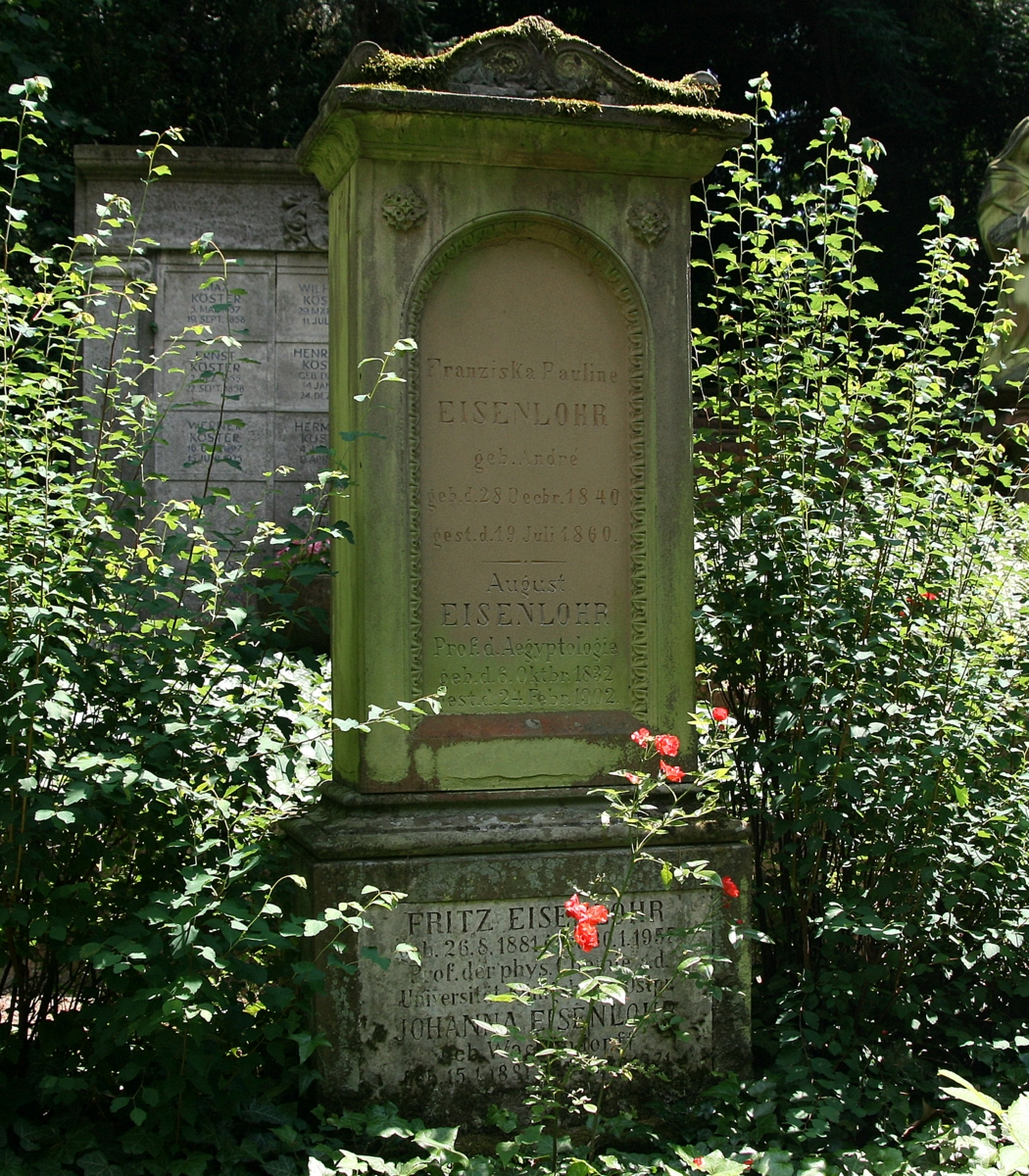
Tombe familiale d'August Eisenlohr. Les dates de sa vie et de ses proches sont gravées sur une simple stèle en grès. La tombe se trouve au cimetière de Heidelberg dans la (division G).

August Eisenlohr meurt le 24 février 1902 à Heidelberg. Sa tombe se trouve au cimetière de Heidelberg. Elle est conservée aujourd'hui dans la division G.

## Le Grand Papyrus Harris
Lors de son voyage en Égypte en 1869/70, il rend visite à Anthony Charles Harris à Alexandrie, qui meurt fin 1869. Eisenlohr obtient l'autorisation de recopier quelques pages d'un papyrus. Or, lorsque sa fille adoptive et héritière Selima Harris revient en Angleterre avec toute sa collection d'antiquités, qui avaient survécu sans trop de dommages à une violente explosion de coton de tir en 1870, et qu'elle voulut les vendre, elle s'adressa à Eisenlohr. Ce dernier se trouvant en Angleterre, étudie la collection en détail et en dresse un catalogue dans la maison de Selma à New Brighton (Merseyside), en face de Liverpool. Parmi eux se trouvaient neuf rouleaux de papyrus hiéroglyphiques et hiératiques, cinq rouleaux de papyrus grecs et environ cent-cinquante fragments coptes. Eisenlohr s'entretient avec Samuel Birch du British Museum, qui avait besoin de l'argent du gouvernement britannique pour l'achat. Ce fut chose faite en 1872.
Pour Eisenlohr, maître de conférences en langue égyptienne ancienne à l'université de Heidelberg, les rouleaux en écriture égyptienne ancienne présentaient un intérêt particulier. Il donne au plus grand des rouleaux hiératiques le nom de « Grand Papyrus Harris ». Par ce nom, il voulait également le distinguer du papyrus traduit par François Chabas en 1860 et intitulé «  Le papyrus magique Harris ».
Eisenlohr décrit le « Grand Papyrus Harris » :

« C'est le plus beau, le plus grand, le mieux écrit, le mieux conservé de tous les rouleaux de papyrus qui sont parvenus jusqu'à nous. Il ne mesure pas moins de 40,5 m de long et 42,5 cm de large. Il est maintenant enroulé et divisé en 79 feuillets d'une longueur moyenne de 51 cm et d'une largeur moyenne de 42,5 cm »

— Dr. August Eisenlohr : Le grand papyrus Harris. Maison d'édition Hinrichsche Buchhandlung, Leipzig 1872, page 9
Eisenlohr fut le premier à traduire le papyrus en allemand.

## Publications
- Der große Papyrus Harris. Ein wichtiger Beitrag zur ägyptischen Geschichte, ein 3000 Jahr altes Zeugniß für die mosaische Religionsstiftung enthaltend. Vortrag gehalten im philosophisch-historischen Verein zu Heidelberg, Hinrichs, Leipzig 1872.
- « On the political Condition of Egypt before the Reign of Ramses III. Probably in Connection with the Establishment of the Jewish Religion. From the Great Harris Papyrus », dans : Transactions of the Society of Biblical Archæology, volume 1, no 2, 1872, p. 355–384.
- Ein mathematisches Handbuch der alten Aegypter (Papyrus Rhind des British Museum) übersetzt und erklärt, deux volumes (tome 1: Commentaire ; tome 2: Tableaux), Hinrichs, Leipzig, 1877.
- « Aus einem Brief des Professor Aug. Eisenlohr an Dr. Ludw. Stern », dans : Zeitschrift für Ägyptische Sprache und Alterthumskunde, volume 23, no 2, 1885, p. 51–58, (sur son voyage en Égypte en 1867).
- « An Historical Monument », dans : Proceedings of the Society of Biblical Archæology, volume 3, 1881, p. 97–98, (Zu: Ägyptisches Museum Berlin, Nr. 7798).
- adaptation de Karl Baedeker, Ägypten. Handbuch für Reisende, partie 2: « Ober-Ägypten und Nubien bis zum zweiten Katarakt », Bædeker, Leipzig, 1891.